# Dean Foods
Dean Foods est une entreprise agroalimentaire des États-Unis, spécialisé notamment dans les produits laitiers.

## Activités
Produits laitiers, crème glacée, jus de thés, lait aromatisé.

## Histoire
En juin 2017, Dean Foods acquiert Uncle Matt’s, une entreprise de production de jus de fruits biologique.
En novembre 2019, Dean Foods est placé sous le régime de la protection contre les faillites. En février 2020, Dairy Farmers of America annonce l’acquisition une large partie des outils de productions de Dean Foods, en rachetant 44 installations.

## Principaux actionnaires
Au 7 avril 2020.
| Dimensional Fund Advisors               | 7,90% |
| The Vanguard Group                      | 6,87% |
| Credit Suisse Asset Management          | 5,25% |
| Iridian Asset Management                | 4,43% |
| Morgan Stanley                          | 3,93% |
| BlackRock Fund Advisors                 | 3,34% |
| Invesco Capital Management              | 3,12% |
| Holowesko Partners                      | 3,05% |
| American Century Investment Management  | 2,93% |
| Smith, Graham & Co. Investment Advisors | 2,92% |